# Паркан: Хроника Империи
«Паркан: Хроника Империи» — компьютерная игра в жанре космического симулятора, разработанная российской компанией Nikita и выпущенная в сентябре 1997 года для Windows. Игра представляет собой гибридный проект, сочетающий элементы космического симулятора, шутера от первого лица и экономической стратегии. Действие происходит в 4097 году в секторе космического пространства Лентис, где игрок управляет пилотом имперского рейдера «Паркан», отправленного на поиски пропавшего исследовательского корабля «Wanderer».
Разработка игры велась с февраля 1994 по август 1997 года под руководством Никиты Скрипкина и главного дизайнера Олега Костина. Создатели стремились реализовать концепцию максимальной свободы игрока в детально проработанном трёхмерном космическом мире с собственными законами функционирования. В процессе разработки игра неоднократно подвергалась существенным изменениям, включая замену всех спрайтов в симуляторе на трёхмерные модели незадолго до выпуска.
«Паркан: Хроника Империи» получила преимущественно положительные отзывы в российской прессе: критики высоко оценили оригинальную концепцию, глубокий игровой процесс и техническую реализацию, сравнимую с западными аналогами того времени. За пределами России игра была встречена более сдержанно: рецензенты отмечали амбициозность проекта, но критиковали устаревшую графику и однообразный геймплей. Успех игры привел к созданию серии, включавшей такие проекты, как «Паркан: Железная стратегия» и «Паркан 2».

## Игровой процесс
«Паркан: Хроника Империи» представляет собой гибридную игру, сочетающую элементы космического симулятора, шутера от первого лица и экономической стратегии. Действие игры происходит в 4097 году в секторе космического пространства Лентис, отрезанном от остальной Галактики. Игрок управляет пилотом имперского рейдера «Паркан», отправленного на поиски пропавшего исследовательского корабля «Wanderer». В начале игры корабль «Паркан» терпит аварию, теряя гипердвигатель (джампер), возможность связи с базой и часть оборудования. Первой задачей игрока становится поиск и возвращение джампера, необходимого для осуществления межзвёздных прыжков.
Игровой мир «Паркана» генерируется случайным образом при каждом новом запуске игры. Сектор Лентис состоит из пяти звёздных скоплений, каждое из которых включает несколько звёздных групп с отдельными звёздами и планетными системами. Несмотря на случайную генерацию, баланс ресурсов остаётся неизменным, что обеспечивает равные начальные условия при каждом прохождении. Сектор населён роботами, сформировавшими пять различных кланов, каждый из которых состоит из роботов одного типа. Отдельно существует клан пиратов, не подчиняющийся общим правилам. Универсальной валютой в секторе служит топливо, необходимое как для межзвёздных путешествий, так и для функционирования роботов.
Основной сюжет игры связан с поиском пропавшего исследовательского корабля «Wanderer» и выяснением причин аномалий в секторе Лентис. Для этого игроку необходимо собирать части аварийного маяка корабля, разбросанные по различным планетам и системам. Информация о местонахождении этих артефактов может быть получена через компьютерные терминалы на базах или при стыковке с транспортными кораблями. Игровой мир моделирует реальное течение времени, поэтому полученная информация может устаревать. Например, артефакт может быть перемещён с указанной планеты к моменту прибытия игрока, что заставляет продолжать поиски. Все важные сведения автоматически заносятся в память бортовых компьютеров корабля.

### Космический симулятор
В режиме космического симулятора игрок управляет кораблём «Паркан», совершая перелёты между планетами и звёздными системами, а также вступая в космические сражения. Корабль оснащён различными системами, включая оружие, защитные поля, двигатели и радар, эффективность которых зависит от распределения энергии. Энергетическая система позволяет одновременно задействовать не более двух систем на полную мощность, что в итоге требует постоянно перераспределять ресурсы в зависимости от ситуации. Арсенал корабля включает бортовые пушки нескольких типов, два вида ракет, мины и боевые дроны. Дроны представляют собой автономные истребители, которые можно направить на атаку противника или вернуть на корабль. Наиболее продвинутые модели дронов способны самостоятельно вести боевые действия.

### Шутер от первого лица
При посадке на планету или стыковке с другим кораблём игра переключается в режим шутера от первого лица, где игрок управляет пилотом в боевом экзоскелете. Этот режим используется для исследования баз, космопортов и вражеских кораблей, общения с роботами, торговли и выполнения миссий. Боевой костюм позволяет передвигаться по трёхмерным лабиринтам баз, перемещаться по вертикальным поверхностям и защищает от радиационного, бактериологического и химического воздействия. Арсенал пилота включает лазер, пулемёт, базуку и ракетомёт. Каждая база имеет уникальную архитектуру и включает различные помещения: складские, энергетические, жилые, а также шахты и заводы. На некоторых планетах имеются линии метро, соединяющие части колонии. В центре каждой базы находится компьютерный терминал, через который осуществляются торговые операции, получаются миссии и информация.

### Экономическая стратегия
Экономическая составляющая игры позволяет игроку заниматься торговлей, выполнять миссии и создавать собственные колонии. Можно выбирать различные стратегии: стать наёмником, выполняющим задания кланов; заниматься меновой торговлей; основать собственную добывающую колонию или заняться пиратством. Для основания колонии необходимо найти незанятую планету с достаточным количеством ресурсов или захватить уже существующую базу. После заселения планеты механозародышами (эмбрионами роботов) начинается автоматическое развитие колонии. Для повышения эффективности колонии требуется увеличивать численность роботов и специализировать их с помощью картриджей различного профиля: геологов для развития шахт, инженеров для строительства заводов и учёных для создания орбитальных истребителей

## Разработка
Разработка игры «Паркан: Хроника Империи» велась российской компанией «Никита» с февраля 1994 по август 1997 года, заняв в общей сложности более трёх с половиной лет. Созданием проекта руководил Никита Скрипкин, директор компании, а главным идеологом и дизайнером выступал Олег Костин, возглавлявший отдел трёхмерного моделирования. Первые сведения о разработке игры появились в конце 1996 года, когда проект находился на стадии альфа-тестирования.
По словам разработчиков, при создании игры они стремились к реализации концепции максимальной свободы игрока и созданию правдоподобной модели трёхмерного космического мира с детально проработанными законами его функционирования. Авторы разрабатывали «Паркан» как симбиоз нескольких жанров, описывая свою концепцию как «стратегию от первого лица». Космический корабль «Паркан», по признанию Олега Костина, был вдохновлён подводными лодками проекта 705, отличавшимися минимальным экипажем и максимальной скрытностью. В процессе разработки игра неоднократно подвергалась существенным изменениям — менялась графика, корректировалась игровая механика. За несколько недель до официальной презентации все спрайты в симуляторе были заменены трёхмерными моделями.
Игра «Паркан: Хроника Империи» была выпущена 1 сентября 1997 года. После выпуска игры разработчики продолжили её поддержку, выпустив патч, добавляющий поддержку трёхмерных акселераторов, джойстика и вносящий некоторые улучшения в игровой процесс. Успех «Паркана» привёл к созданию серии игр во вселенной Паркана, включая «Паркан: Железная стратегия» и «Паркан 2».

## Оценки
| Иноязычные издания    | Иноязычные издания    |
| Издание               | Оценка                |
| --------------------- | --------------------- |
| Master Games          | 6 из 10               |
| Bonusweb              | 4 из 10               |
| PC Joker              | 22%                   |
| Русскоязычные издания |                       |
| Издание               | Оценка                |
| Game.EXE              | 94 %                  |
| «НИМ»                 | 7 из 10               |
| «Страна игр»          | 8 из 10 7 из 10 (3DX) |

Концепция игры была высоко оценена рецензентами. Александр Ланда из «Навигатора игрового мира» посчитал, что «Паркан» является «серьёзным конкурентоспособным продуктом на уровне западных релизов». Борис Романов из «Страны игр» отметил значимость проекта для российской игровой индустрии 1997 года, выделив широкие возможности в выборе стратегии существования в игровом мире. Александр Вершинин из Game.EXE сравнил игру с Wing Commander и Privateer, отметив при этом оригинальные элементы, такие как система дронов. Вячеслав Алпатов из «Домашнего компьютера» охарактеризовал игру как «адскую смесь из стратегии, аркады, квеста и мощного космического симулятора», отметив, что техническая реализация «не уступает, а часто превосходит знаменитые западные игры Quake, Duke Nukem 3D и Privateer II».
Игровой процесс рецензенты охарактеризовали как глубокий и разнообразный. «Паркан» был назван удачным симбиозом космического симулятора и 3D-экшена, предоставляющим больше свободы действий, чем зарубежные аналоги. Критики также отмечали наличие элементов стратегии и квестовой сюжетной линии. При этом обозреватели указывали на необходимость затратить значительное время на освоение сложных игровых механик.
Графическое оформление получило смешанные отзывы. Трёхмерные модели космических кораблей были высоко оценены за детализацию и оригинальность дизайна. Однако использование двумерных спрайтов для роботов в режиме 3D-экшена критиковалось как устаревшее решение. Рецензент «Страны игр» отмечал, что главным критерием «отторжения» игры некоторой частью публики стало графическое исполнение, и хотя многие игроки его прощали или не замечали, «в сравнении с последними творениями западных специалистов в этой области, „Паркан“ выглядел слегка жалковато».
Техническая реализация вызвала некоторые нарекания. Критики указывали на высокие системные требования и отсутствие поддержки джойстика в первоначальной версии, что являлось существенным недостатком для космического симулятора. Эти проблемы были исправлены в патче «Parkan 3DX», добавившем поддержку трёхмерных акселераторов и джойстиков, что значительно улучшило производительность игры. В «Домашнем компьютере» обратили внимание на прогрессивность технических решений — игра была оптимизирована для различных типов процессоров, включая поддержку тогда ещё редких технологий MMX и команд Pentium Pro.
Сложность «Паркана» была оценена как достаточно высокая. Рецензенты отмечали, что даже опытным игрокам требуется время для освоения игровых механик. Обозреватель «Домашнего компьютера» охарактеризовал игру как многоплановую и сложную, но при этом увлекательную, и указал на невозможность создания универсального прохождения из-за процедурной генерации игрового мира и вероятностного характера многих событий. Более поздняя версия игры упростила начало игрового процесса, сделав джампер (ключевой игровой предмет для межзвёздных перемещений) более доступным для новичков.
За пределами России игра получила более сдержанные оценки. Болгарский журнал Master Games отметил амбициозность и интересную концепцию проекта, но указал на существенные технические недостатки. Обозреватель назвал игровую идею «просто гениальной», но выделил проблемы с её реализацией. К недостаткам были отнесены устаревшая графика космического симулятора, «не превышающая уровень игр 1996 года», и упрощённый трёхмерный движок для интерьеров с «абсолютным минимумом полигонов» и «специфической» цветовой палитрой.
Чешский портал Bonusweb оценил игру отрицательно. Рецензент Ондржей Зах признал амбициозность проекта и отметил попытку создания игры с «абсолютной свободой и несколькими жанрами», но счел её неудачной. Критике подверглись низкое качество графики в режиме трёхмерного экшена, сравниваемое с уровнем Doom, и однообразный игровой процесс: «одинаковые корабли, одинаковая графика, одинаковые миссии… всё одинаковое». В то же время относительно положительно был оценён космический симулятор как «самая интересная часть игры», с меняющейся в зависимости от ситуации музыкой и гибкой системой распределения энергии корабля. Немецкий журнал PC Joker оценил «Паркан» ещё ниже — в 22 %.